# Polymixis omanensis
Polymixis omanensis is een vlinder uit de familie uilen (Noctuidae). De wetenschappelijke naam van deze soort is voor het eerst geldig gepubliceerd in 1970 door Boursin.
De soort komt voor in tropisch Afrika.